# Municipio de Upper Surrounded Hill
El municipio de Upper Surrounded Hill (en inglés: Upper Surrounded Hill Township) es un municipio ubicado en el condado de Prairie en el estado estadounidense de Arkansas. En el año 2010 tenía una población de 78 habitantes y una densidad poblacional de 1,63 personas por km².

## Geografía
El municipio de Upper Surrounded Hill se encuentra ubicado en las coordenadas 34°53′11″N 91°24′34″O / 34.88639, -91.40944. Según la Oficina del Censo de los Estados Unidos, el municipio tiene una superficie total de 47.87 km², de la cual 46 km² corresponden a tierra firme y (3,91 %) 1,87 km² es agua.

## Demografía
Según el censo de 2010, había 78 personas residiendo en el municipio de Upper Surrounded Hill. La densidad de población era de 1,63 hab./km². De los 78 habitantes, el municipio de Upper Surrounded Hill estaba compuesto por el 70,51 % blancos, el 29,49 % eran afroamericanos. Del total de la población el 5,13 % eran hispanos o latinos de cualquier raza.